# Луций Флавий (консул-суффект)
Лу́ций Фла́вий (возможно, носил когномен «Фимбрия»; лат. Lucius Flavius (Fimbria); умер после 33 года до н. э.) — римский политический деятель из плебейского рода Флавиев, консул-суффект 33 года до н. э. Согласно одной из гипотез, потомок Гая Флавия Фимбрии, консула 104 года до н. э., и прадед Луция Флавия Фимбрии, консула-суффекта 71 года.
Луций Флавий был сторонником Марка Антония. Занимал должность консула-суффекта с 1 мая 33 года до н. э. совместно с Луцием Автронием Петом. До конца года эти магистраты были заменены Гаем Фонтеем Капитоном и Марком Ацилием Глабрионом.